# Fissidens kosaninii
Fissidens kosaninii là một loài Rêu trong họ Fissidentaceae. Loài này được Latzel mô tả khoa học đầu tiên năm 1931.